# Bajaški dijalekt
Bajaški dijalekt, dijalekt rumunjskog jezika kojim govore Romi Bajaši naseljeni na području Rumunjske, Vojvodine, južne Mađarske, Hrvatske. Temeljen je na banatskom i pod utjecajem susjednog rumunjskog i mađarskog jezika. 
U Hrvatskoj, Bajaši žive u nekoliko manjih naselja uz mađarsku granicu u Međimurju, Podravini, Slavoniji i Baranji. 2005. godine je po prvi put u Hrvatskoj objavljeno pismo Bajaškog dijalekta u Katekizmu, kojeg je objavio Glas Koncila u Zagrebu.